# Hannacha
Hannacha (în arabă حناشة) este o comună din provincia Médéa, Algeria.
Populația comunei este de 4.882 de locuitori (2008).